# Senato del Wisconsin
Il Senato del Wisconsin è, insieme all’Senato, una delle due camere che compongono la Legislatura statale del Wisconsin. Essa si riunisce nel Campidoglio dello Stato del Wisconsin.
Il Senato è composto da 33 membri, eletti per un mandato quadriennale ma rinnovati per metà ogni due anni. Non sono presenti vincoli sul numero di mandati. I suoi poteri sono modellati sulla base di quelli del Senato degli Stati Uniti. 
Tecnicamente, in termini di composizione numerica, la Costituzione del Wisconsin, stabilisce che il numero dei senatori debba essere non minore di 1/4 del numero dei componenti dell'Assemblea generale e non maggiore di 1/3 (attualmente, ogni senatore è eletto in un collegio elettorale corrispondente a tre collegi per i rappresentanti dell'Assemblea). Inoltre, è stabilito che il Presidente sia eletto direttamente dal Senato (e non, come nella maggior parte dei casi, sia il vice-governatore).